# Диявол ховається в сирі
«Дия́вол хова́ється в си́рі» —роман-есе українського письменника Юрія Андруховича, опублікований у 2006 році.
Книга розміщена в Електронній бібліотеці «Україніка».

## Зміст
Книга поділена на окремі есеї, однак, за словами автора, в цілому вона являє собою зв'язний роман. Складається з трьох розділів — «Підсвідоме», «Геопоетика» та «Справжні історії однієї Європи».

## Видання
Частина есеїв з майбутньої книги друкувались Юрієм Андруховичем протягом 1999-2005 років у різних українських та зарубіжних збірках, зокрема, німецьких «Europaexpress: Ein literarisches Reisebuch» (2001) та «Ich bin nicht innerlich: Annäherungen an Gottfried Benn» (2003), а також періодичних виданнях («Дзеркало тижня», «Критика», «Потяг 76», «Столичные новости», «Gazeta Wyborcza»). З деякими модифікаціями ці твори увійшли до нового роману.
Першопочатково видання окремої книги планувалося здійснити в івано-франківському видавництві «Лілея — НВ» як доповнення до «Дезорієнтації на місцевості». Книга мала називатись «Дезорієнтація на місцевості. (о)».
Презентація книги «Диявол ховається в сирі», опублікованої київським видавництвом «Критика», відбулась 14 вересня 2006 року у Львові. В тому ж видавництві роман було перевидано в 2007 році.

## Вибрані цитати
| Львів деградує, бо з нього їдуть люди. Зі Львова їдуть люди, бо він деградує. |
| Щасливий той, кому нічого втрачати... Нічого не втрачає лиш той, хто нічого не має... Банальність, відчута власною шкурою, то вже не банальність, а вистраждана істина. |
| ...Я живу в країні, яка нікуди мене від себе не відпустить — вона вчепилась в поли мого плаща своїми спазматичними суглобами, готова роздерти мене на шматки з великої своєї любові. Я мушу відповідати їй взаємністю — любити це особливе горілчане тепло, це примарне світло, цих людей, що не хочуть вірити жодному моєму слову і цих, яким начхати на всі мої слова, бути свідком того, як слова взагалі перестають що-небудь означати, занурюватись все глибше у песимізм, любити цей коматозний стан, це відчуття трясовини, звідки нізащо не вибратися, любити свою останню територію, на якій мене поки що неможливо вполювати. Отже, поки вона, моя рідна країна, не вчепилась мені тріумфально в горло, я так чи інакше приречений вимовляти тимчасові слова... |
| ...Найкраща прозорість кордонів — це їх відсутність. Найкращий вірш — виправлений, переписаний і закреслений. Найкраща поезія — недомовлена. Найкраща пісня — недоспівана. Найкраща риба — невпіймана.[5] |

## Автор про твір
|  | Все це писалося настільки довго, що я не міг не змінюватись, а отже, не міг не змінювати, не виправляти, не перенаголошувати деякі акценти. Якщо хтось доскіпливий завдасть собі праці порівняти ці спроби з їх першодруками, то конче завважить певні розбіжності, на всю ширину яких сардонічно шкіритиметься сама істина. З другого боку, я свідомо залишав найулюбленіші рефрени — адже я змінююся все одно не так швидко, як мені хотілося б. Залишається ще подякувати всім, хто часом супроводжував мене на деяких відтинках тієї дистанції, — і найщиріше запросити тебе, шановний читачу, до копирсання у цьому сирі в пошуках сам знаєш кого. |